# Peccania font-queriana
Peccania font-queriana är en lavart som beskrevs av P. P. Moreno & Egea. Peccania font-queriana ingår i släktet Peccania och familjen Lichinaceae.   Inga underarter finns listade i Catalogue of Life.